# Karl zum Winkel

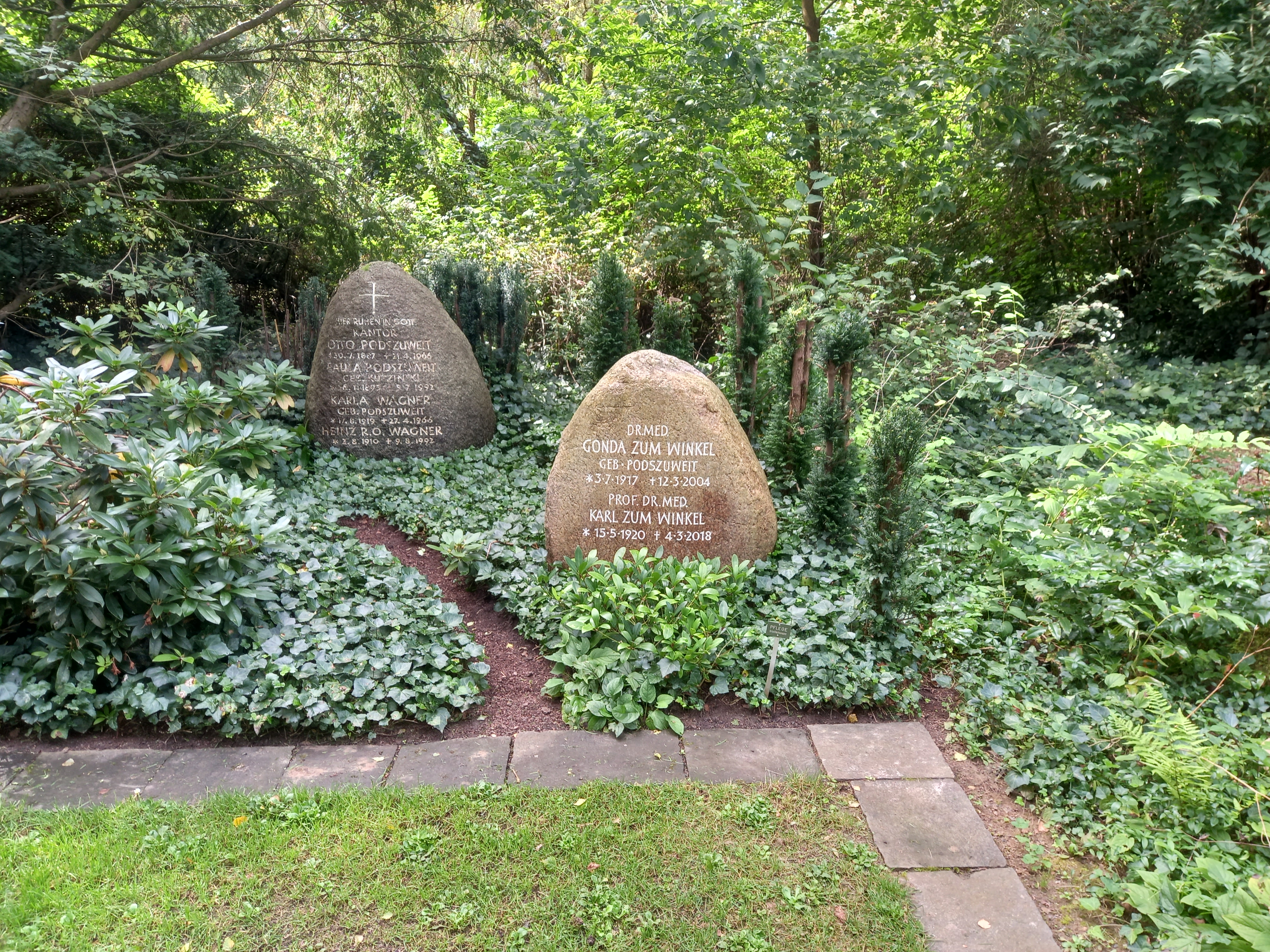
Das Grab von Karl zum Winkel und seiner Ehefrau Gonda geborene Podszuweit auf dem Stadtfriedhof Göttingen

Karl zum Winkel (* 15. Mai 1920 in Weida, Thüringen; † 4. März 2018) war ein deutscher Radiologe.

## Familie
Seine Eltern, die Ärzte Carl Gustav zum Winkel († 1945) und Marta (23. August 1890 Dillenburg/Lahn – 1977 Hannover) geb. Geber, hatten 1917 geheiratet. 
Seiner Mutter Eltern waren der Regierungsbaumeister Wilhelm Geber und die Sängerin Paula, geb. Pickert. 

Marta hatte die Höhere Töchterschule in Duisburg und Essen besucht, und ab der Obertertia das humanistische Mädchengymnasium in Köln, wo sie 1909 als Externe am Kaiser-Wilhelm-Gymnasium das Abitur ablegte. Sie studierte Medizin in  Bonn und Freiburg und absolvierte nach der ärztlichen Vorprüfung (1912) Klinische Semester in Berlin, Bonn, Jena und Freiburg. Nach dem Notexamen im August 1914 war sie zwei Jahre Assistenzärztin auf der Chirurgischen Station der Städtischen Krankenanstalten in Elberfeld und dem damit verbundenen Vereinslazarett. Ab 1. Oktober 1916 war sie Assistenzärztin in der Königlichen Universitätsfrauenklinik in Kiel, wo sie 1917 mit der Arbeit Zur Vaporisation des Uterus promoviert wurde. 

Nach der Heirat mit Carl Gustav zum Winkel betrieb das Paar 1931–1938 eine Gemeinschaftspraxis in Weida. Danach verzichtete sie für sieben Jahre auf die Berufsausübung. 

Carl Gustav war Vertrauensarzt der Reichsversicherungsanstalt, Reichsbahnarzt in der NSDAP, SA und dem NS-Ärztebund,: bei dem auch Marta Anwärterin war. Sie war zugelassen beim Amt für Volksgesundheit. 
Nach Carl Gustavs Tod 1945 übernahm sie zunächst die Praxis und half dort nach der Übergabe an ihren Sohn noch 1947–1957 aus. 1960 zog Marta zum Winkel zu ihrer Tochter nach Hannover. 
Karl zum Winkel heiratete am 21. Dezember 1946 die Ärztin Gonda (3. Juli 1917 – 12. März 2004), Tochter des Kanitzer Kantors Otto Podszuweit (1887–1966). Ihr im August 1949 geborener Sohn Karl-Detlef wurde Diplom-Physiker und seit dem Reaktorunglück von Tschernobyl freier Journalist. Im Juli 1951 folgte Albrecht Zum Winkel, ein bekannter Arbeitsmediziner.

## Werdegang
Karl zum Winkel studierte 1939–1945 Medizin in Jena, München (1940), Berlin (1942–43), Königsberg (1943–44), Breslau (1944–45) und Göttingen, wo er 1945 mit der Arbeit „Splenomegalie und Milzfunktion“ zum Dr. med. promoviert wurde. 
Um 1947/48 übernahm er die elterliche Praxis in Weida und absolvierte eine Fachausbildung für Radiologie in Gera, wo er ab 1951 Assistent war. 
Nachdem die Familie 1957 die DDR verlassen hatte, setzte er seine Tätigkeit als Radiologe an der Heilstätte Königstuhl in Heidelberg fort. 1959 trat er als wissenschaftlicher Assistent in die Universitäts-Strahlenklinik Heidelberg ein, wo er sich intensiv mit nuklearmedizinischen Untersuchungen der Nierenfunktion befasste. Seine Habilitationsschrift von 1962 wurde allgemein als Grundlage der modernen Nierenfunktionsdiagnostik angesehen. 
Von 1969 bis 1975 war er Ordinarius für Klinische Radiologie an der Freien Universität Berlin, und danach in gleicher Position wieder, bis zu seiner Emeritierung 1988, in Heidelberg. 
Neben sieben Büchern gab er 405 Fachartikel zu den Themen Therapie und Diagnostik mit Radionukliden, Strahlentherapie und Röntgendiagnostik heraus. Bis 1970 hielt er 90 Vorträge in Europa und Übersee. Am 8. März 1970 wurde ihm im Kaisersaal des Frankfurter Römers der erste Otto-Hahn-Preis der Stadt Frankfurt am Main verliehen. 1989/90 wurde er für den „Einsatz von Großgeräteverfahren für die therapierelevante Diagnostik und Therapiekontrolle bei Tumoren“ mit dem Wissenschaftspreis (25.000 DM) ausgezeichnet.
In den 1970er Jahren führten er und Gonda den Briefverkehr mit Carla Kluge (1894–1980), der Witwe Kurt Kluges und mütterlichen Freundin Thomas Bernhards, fort. Seit Mitte der 1990er Jahre beschäftigt er sich mit den Anfängen der Silberschmiedekunst und alten Kulturen von Mexiko bis zur Osterinsel.

## Forschungsbereiche
- Konventionelle Röntgendiagnostik und Computertomographie
- Radiotherapie im HNO-Bereich
- synchronisierte Radiochemotherapie
- Ganzkörperbestrahlung
- morphologisch-dynamische Untersuchungen und Therapie in der Nuklearmedizin

## Mitgliedschaften
- Deutsche Röntgengesellschaft
- Deutsche Gesellschaft für Nuklearmedizin
- Deutsche Krebsgesellschaft
- Vorsitzender des Hochschulausschusses der Deutschen Röntgengesellschaft